# Miramont-de-Quercy
Miramont-de-Quercy một thị xã và xã ở tỉnh Tarn-et-Garonne trong vùng Tarn-et-Garonne, Pháp.